# Povo
Povo is een plaats (frazione) in de Italiaanse gemeente Trento.